# 홍혜걸
홍혜걸(洪慧杰, 1967년 2월 6일 ~ )은 대한민국의 예방의학자, 의사이자 의료 분야 방송인이다.

## 경력
- 前 중앙일보 의학전문 기자 겸 논설위원
- 프리랜서 의학칼럼니스트 및 의학채널 '비온뒤' 대표[3]

## 학력
- 용산고등학교 졸업(1985년)
- 서울대학교 의과대학 의학 학사
- 서울대학교 보건대학원 환경보건학과 산업보건 전공 보건학 석사 (학위논문명: 언론기관 종사자들의 대체의료에 관한 인식도 및 신뢰도 조사)
- 서울대학교 의과대학원 의학과 예방의학 전공 의학박사 (학위논문명 - 중년 남성의 생활습관이 조기 사망에 미치는 영향: 코호트 연구)

## 강연
- 삼성그룹 사장단회의, 삼성그룹 신입임원 대상 5년 연속 강의, 삼성경제연구소 SERI CEO 강사, 삼성전자, 삼성생명, 삼성전기, 삼성물산 등 삼성그룹 계열사 강연
- 현대자동차, 포스코, 국민은행, KT 등 주요 기업 출강
- 전경련, 상공회의소, 한국표준협회, 인간개발연구원, 한국능률협회 등 각종 사회단체 포럼 출강
- 기획예산처, 보건복지부, 과학기술부, 해양수산부, 노동부, 국가정보원, 청와대 경호실 등 중앙 부처 강연
- 전국 시도 군청, 법원과 검경, 국세청 등 지방자치단체 순회 강연

## 방송
- EBS 《건강클리닉》 MC, 《TV 우리집 주치의》 MC
- KBS 《생로병사의 비밀》 MC
- MBC 《아주 특별한 아침》 고정패널
- SBS 《잘먹고 잘사는 법》 고정패널
- SBS 《자기야 - 백년손님》
- MBC 《마이 리틀 텔레비전》
- KBS 《살림하는 남자들 시즌2》
- TV조선 《아내의 맛》
- MBC 《생방송 행복드림 로또 6/45》859회 게스트 여에스더와 함께
- KBS 《TV는 사랑을 싣고》
- KBS 《무한리필 샐러드》MC
- KBS 《아침마당》
- KBS 《펫 비타민》

## 저서
- 《Dr. 홍혜걸 기자의 의사들이 절대로 말해주지 않는 건강이야기》(2002년) ISBN 8995177918
- 《건강프리즘》(2002년) ISBN 8989763118
- 《건강이야기》(2002년) ISBN 8995077913
- 《85학번이 05학번에게》(2005년) ISBN 8995600721
- 《책으로 보는 KBS 생로병사의 비밀》(2006년) ISBN 8989399416
- 《Younger Next Year》(2007년) ISBN 8974423898
- 《질병판매학》(2007년) ISBN 8995832975

## 논란 관련 사태

### 엠바고 파기와 황우석 사태
그는 2002년 서울대학교 황우석 교수의 인간배아 줄기세포 논문의 엠바고를 깨고 중앙일보에 보도한 것으로 사회적 논란을 일으킨 바 있다. 사이언스에 발표되기 하루 전 한국언론에 먼저 보도됨으로써 연구진에게 피해를 입혔다는 것으로 기사를 작성한 홍혜걸과 이를 보도한 중앙일보는 많은 비판을 받았다. 그러나 이에 대해 그는 황우석 등 연구진의 누구도 엠바고를 사전 설정하지 않았고 독자적 취재로 얻은 결과이므로 통상적 엠바고 파기와 다르다고 주장하였다. 2005년 황우석 교수의 두 번째 논문이 중앙일보 기자의 실수에 의해 또다시 먼저 보도되자 그는 또다시 엠바고를 깬 것으로 오인되어 방송출연 정지를 받기도 하였다.
2005년 MBC 《PD수첩》팀이 황우석 교수 논문의 윤리적 문제를 비판하는 방송을 했다. 연구진이 충분한 동의없이 금전을 동원해 여성의 난자를 채취했다는 사실이었다. 홍혜걸은 각종 토론 프로그램에 패널로 참여해 국익을 위해서 윤리적 문제는 감수해야 한다며 황교수의 입장을 옹호했다.
홍혜걸은 2014년에도 "황우석의 진정성을 믿는다"는 발언을 한 바 있다.

### 함익병의 막말 파문에 대한 옹호
한 월간지와의 인터뷰에서 '막말 파문'을 일으켰고 이로 인해 SBS의 프로그램에서 하차한
피부과 전문의 함익병 원장에 대해, 홍혜걸은 "솔직히 그가 조금은 부럽다"면서 옹호하는 듯한 발언을 자신의 페이스북에 올렸다.
또한, 같은 글에서 "그의 발언에 대한 여론이 딱 절반"이라는 주장을 펴기도 했다.

### 성범죄 피해자에 대한 비난
술에 취해 잠든 소개팅녀의 알몸을 촬영하고 친구들에게 전송한 혐의로 기소된 대학병원 인턴이 징역 1년 및 성폭력 치료프로그램 이수를 선고받은 사건에 대해, "처음 만난 사이에 술에 취해 잠이 든 여성도 10%의 잘못은 있어 보인다"고 하여 피해자의 행실을 비난하며 책임 일부를 전가하는 글을 페이스북에 올려 논란이 되었다. 게다가 "남성은 직업이 의사라는 이유로 새로 생긴 법에 따라 면허정지 등 형사상 처벌이 가중된다"라고 함으로써 의사라는 이유로 일반인에 비해 불이익을 받는다는 취지의 발언도 함께 하였다.

## 가족 관계
- 배우자 : 여에스더 (1965년 5월 11일 ~ )
  - 장남 : 홍성우 (1995년 ~ )
  - 차남 : 홍영우 (1996년 ~ )
- 동생 : 홍창형
- 여동생 : 홍혜진